# 대구지방보훈청
대구지방보훈청(大邱地方報勳廳)은 대한민국 국가보훈부의 소속기관이다. 1985년 1월 1일 발족하였으며, 대구광역시 달서구 화암로 301에 위치하고 있다. 청장은 고위공무원단 나등급에 속하는 일반직공무원으로 보하되, 임기제공무원으로 보할 수 있다.

## 직무
- 보안·관인관리, 문서의 수발, 예산·회계 및 결산, 공무원의 임용·급여, 그 밖의 인사 사무
- 각종 보훈행사 및 기념사업에 관한 사항
- 국가유공자단체·대한민국재향군인회 및 국가유공자자활용사촌 등의 운영지원
- 국가유공자복지시설 및 보훈회관의 관리
- 국가유공자에 대한 예우에 관한 사항
- 국가유공자 등에 대한 의료지원 및 보건에 관한 사항
- 국가유공자 등에 대한 취업지원 및 취업자사후관리
- 국가유공자 등의 직업훈련에 관한 사항
- 국가유공자 등의 등록 및 결정과 상이·장애 등급 판정결과 통지 등 신체검사에 관한 사항
- 각종 보훈급여금의 지급 및 환수 등에 관한 사항
- 국가유공자 등에 대한 교육지원과 나라사랑정신 함양 및 안보의식 고취를 위한 교육에 관한 사항
- 국가유공자 등에 대한 대부와 그 사후관리
- 국가유공자 등에 대한 주택지원
- 이동보훈복지팀의 운영 및 국가유공자 등에 대한 복지지원에 관한 사항
- 현충시설의 관리·감독 및 지원에 관한 사항
- 제대군인에 대한 취업·창업 지원에 관한 사항
- 제대군인에 대한 직업교육훈련에 관한 사항
- 행정심판 및 소송업무 수행
- 소속 보훈지청에 대한 업무의 지휘·감독

## 연혁
- 1961년 7월 29일: 군사원호청 소속으로 대구지청을 설치하고 소속기관으로 안동·김천·경주·상주출장소를 둠.[2]
- 1962년 5월 12일: 원호처 소속 대구지방원호청으로 개편. 출장소를 지청으로 개편하고 직할·영덕지청 설치.[3]
- 1969년 9월 20일: 직할지청을 대구지청으로 개편.[4]
- 1972년 2월 15일: 지청을 지방원호지청으로 개편.[5]
- 1975년 8월 1일: 영덕지방원호지청 폐지.[6]
- 1981년 11월 2일: 대구지방원호청을 대구원호청으로, 지방원호지청을 원호지청으로 개편. 대구원호지청 폐지.[7]
- 1985년 1월 1일: 국가보훈처 소속 대구지방보훈청으로 개편하고 원호지청을 보훈지청으로 개편.[8]
- 1995년 2월 1일: 상주보훈지청 폐지.[9]
- 1998년 2월 28일: 김천보훈지청 폐지.[10]
- 2016년 1월 1일: 안동·경주보훈지청을 각각 경북북부·경북남부보훈지청으로 개편.[11]
- 2023년 6월 5일: 국가보훈부 소속으로 변경.[12]

## 관할구역
- 대구광역시
- 경상북도 상주시·김천시·구미시·경산시·성주군·칠곡군·고령군·군위군·청도군

## 조직

### 청장
- 총무과[13]
- 보훈과[13]
- 보상과[14]
- 복지과[14]
- 제대군인지원센터[14]

### 소속기관
보훈지청
| 명칭             | 위치                        | 관할구역                                                         |
| ---------------- | --------------------------- | ---------------------------------------------------------------- |
| 경북북부보훈지청 | 경상북도 안동시 마들큰길 21 | 경상북도 안동시·영주시·문경시·봉화군·의성군·영양군·청송군·예천군 |
| 경북남부보훈지청 | 경상북도 경주시 금성로 355  | 경상북도 경주시·포항시·영천시·영덕군·울진군·울릉군               |

## 같이 보기
- 국립영천호국원
- 국립신암선열공원관리소